# تپه میمند سیلوه ۲
تپه میمند سیلوه ۲ مربوط به سدهٔ ۸–۶ ه.ق است و در شهرستان پیرانشهر، بخش لاجان، دهستان لاهیجان غربی، روستای سیلوه واقع شده و این اثر در تاریخ ۲۵ آبان ۱۳۸۷ با شمارهٔ ثبت ۲۳۵۸۹ به‌عنوان یکی از آثار ملی ایران به ثبت رسیده است.